# Antônio Silva
Antônio Carlos Silva (Brasilia, Brasil, 14 de septiembre de 1979) es un artista marcial mixto brasileño que compitió en la categoría de peso pesado de Ultimate Fighting Championship (UFC) y en Bare Knuckle Fighting Championship.
Silva es el primer y último campeón de peso pesado de la promoción EliteXC.

## Carrera en artes marciales mixtas
Ha competido en varias organizaciones, incluyendo Hero's, Elite Xtreme Combat, Strikeforce y Sengoku.

### Ultimate Fighting Championship
El 7 de enero de 2012, Antônio Rodrigo Nogueira dijo en el "Portal do Vale todo" que Silva había firmado un contrato con UFC. Silva fue programado para debutar contra Roy Nelson el 26 de mayo de 2012 en UFC 146, pero fue reprogramado para enfrentarse con Caín Velásquez en su lugar. Velásquez derrotó a Silva por nocaut técnico en el primer asalto.
Silva enfrentó a Travis Browne el 5 de octubre de 2012 en UFC on FX 5. A principios de la lucha, Browne se lesionó el tendón, lo que limitó en su movimiento. Silva aprovechó la movilidad limitada de Browne para empotrarlo contra la jaula. Después de un gran derechazo envió a la lona a Browne, Silva lo remató con golpes en el suelo para asegurar su primera victoria en la primera ronda por TKO.
Silva se enfrentó ante Alistair Overeem el 2 de febrero de 2013 en UFC 156. En los días previos a la pelea, Overeem fue desdeñoso con las habilidades de Silva, alegando que él era mejor que su rival en todos los aspectos de las MMA. A pesar de estar inactivo en los asaltos 1 y 2, Silva ganó la pelea por nocaut en el tercer asalto. Silva ganó su primer premio a KO de la Noche.
Silva tuvo su revancha con Caín Velásquez por el campeonato de peso pesado el 25 de mayo de 2013 en UFC 160. Bigfoot perdió la pelea por nocaut técnico en la primera ronda.
Silva se enfrentó a Mark Hunt el 7 de diciembre de 2013 en UFC Fight Night 33. La pelea acabó con un empate mayoritario. Sin embargo, Silva fue despojado de sus $50.000 de su bonificación de la Pelea de la Noche después de dar positivo por altas niveles de testosterona después de la pelea. El resultado de Silva fue cambiado a Sin resultado y los $50.000 de bonificación que había ganado por la Pelea de la Noche fueron otorgados a Hunt. Silva también fue suspendido por nueve meses, con efecto retroactivo a la fecha de la pelea.
El 13 de septiembre de 2014, Silva se enfrentó a Andrei Arlovski en UFC Fight Night 51. Silva perdió la pelea por nocaut en la primera ronda.
El 22 de febrero de 2015, Silva se enfrentó a Frank Mir en UFC Fight Night 61. Silva perdió la pelea por nocaut en la primera ronda.
Silva se enfrentó a Soa Palelei el 1 de agosto de 2015 en UFC 190. Silva ganó la pelea por nocaut técnico en la segunda ronda.
Silva se enfrentó a Mark Hunt el 15 de noviembre de 2015 en UFC 193. Silva perdió la pelea por nocaut técnico en la primera ronda.
El 8 de mayo de 2016, Silva se enfrentó a Stefan Struve en UFC Fight Night 87. Silva perdió la pelea por nocaut técnico a los 16 segundos.
El 24 de septiembre de 2016, Silva se enfrentó a Roy Nelson en UFC Fight Night 95. Perdió la pelea por nocaut en la segunda ronda.
El 21 de octubre de 2016, fue liberado por la UFC debido a sus tres derrotas consecutivas por KO/TKO.

## Kickboxing
En agosto de 2017 Silva firmó con Glory Kickboxing, hizo su debut contra Rico Verhoeven en Glory 46 el 14 de octubre de 2017 en Guangzhou, China. En el mismo evento, fue noqueado en el segundo round, además de perder el primero en todas las tarjetas de los jueces.

## Campeonatos y logros
- Ultimate Fighting Championship
  - KO de la Noche (Una vez)

- Strikeforce
  - Grand Prix de Strikeforce de Peso Pesado (Semifinalista)

- Cage Rage
  - Campeón de Peso Pesado de Cage Rage (Una vez, el último)

- Cage Warriors
  - Campeón de Peso Superpesado de Cage Warriors (Una vez)

- EliteXC
  - Campeón de Peso Pesado de EliteXC (Una vez, el primero, el último)

## Registro en artes marciales mixtas
| Resultado     | Récord    | Oponente          | Método                        | Evento                                     | Fecha                    | Ronda | Tiempo | Localización                  | Notas |
| ------------- | --------- | ----------------- | ----------------------------- | ------------------------------------------ | ------------------------ | ----- | ------ | ----------------------------- | --- |
| Derrota       | 19–13 (1) | Quentin Domingos  | TKO (golpes)                  | Megdan Fighting 9: Under the Bright Sky    | 13 de junio de 2021      | 2     | 0:30   | Šabac                         | |
| Derrota       | 19–12 (1) | Vitaly Minakov    | KO (golpes)                   | Fight Nights Global 68                     | 2 de junio de 2017       | 2     | 1:37   | St. Petersburg                | |
| Derrota       | 19–11 (1) | Ivan Shtyrkov     | Decisión (unánime)            | Titov Boxing Promotion: Shtyrkov vs. Silva | 18 de noviembre de 2016  | 3     | 5:00   | Yekaterinburg                 | |
| Derrota       | 19–10 (1) | Roy Nelson        | TKO (puños)                   | UFC Fight Night: Cyborg vs. Lansberg       | 24 de septiembre de 2016 | 2     | 4:10   | Brasilia                      | |
| Derrota       | 19–9 (1)  | Stefan Struve     | TKO (codazos)                 | UFC Fight Night: Overeem vs. Arlovski      | 8 de mayo de 2016        | 1     | 0:16   | Róterdam                      | |
| Derrota       | 19–8 (1)  | Mark Hunt         | TKO (golpes)                  | UFC 193                                    | 15 de noviembre de 2015  | 1     | 1:19   | Melbourne                     | |
| Victoria      | 19–7 (1)  | Soa Palelei       | TKO (golpes)                  | UFC 190                                    | 1 de agosto de 2015      | 2     | 0:41   | Río de Janeiro                | |
| Derrota       | 18–7 (1)  | Frank Mir         | KO (golpes y codazos)         | UFC Fight Night: Bigfoot vs. Mir           | 22 de febrero de 2015    | 1     | 1:40   | Porto Alegre                  | |
| Derrota       | 18–6 (1)  | Andrei Arlovski   | KO (golpes)                   | UFC Fight Night: Bigfoot vs. Arlovski      | 13 de septiembre de 2014 | 1     | 2:59   | Brasilia                      | |
| Sin resultado | 18–5 (1)  | Mark Hunt         | Sin resultado                 | UFC Fight Night: Hunt vs. Bigfoot          | 7 de diciembre de 2013   | 5     | 5:00   | Brisbane                      | Pelea de la Noche; Originalmente empate mayoritario; resultado cambiado después de que Silva diera positivo por testosterona. |
| Derrota       | 18–5      | Caín Velásquez    | TKO (golpes)                  | UFC 160                                    | 25 de mayo de 2013       | 1     | 1:21   | Las Vegas, Nevada             | Por el Campeonato de Peso Pesado de UFC.                                                                                      |
| Victoria      | 18–4      | Alistair Overeem  | KO (golpes)                   | UFC 156                                    | 2 de febrero de 2013     | 3     | 0:25   | Las Vegas, Nevada             | KO de la Noche. |
| Victoria      | 17–4      | Travis Browne     | TKO (golpes)                  | UFC on FX: Browne vs. Bigfoot              | 5 de octubre de 2012     | 1     | 3:27   | Minneapolis, Minnesota        | |
| Derrota       | 16–4      | Caín Velásquez    | TKO (golpes)                  | UFC 146                                    | 26 de mayo de 2012       | 1     | 3:36   | Las Vegas, Nevada             | |
| Derrota       | 16–3      | Daniel Cormier    | KO (golpes)                   | Strikeforce: Barnett vs. Kharitonov        | 10 de septiembre de 2011 | 1     | 3:56   | Cincinnati, Ohio              | Torneo de Peso Pesado de Strikeforce (Semifinal).                                                                             |
| Victoria      | 16–2      | Fedor Emelianenko | TKO (parada médica)           | Strikeforce: Fedor vs. Silva               | 12 de febrero de 2011    | 2     | 5:00   | East Rutherford, Nueva Jersey | Torneo de Peso Pesado de Strikeforce (cuartos de final).                                                                      |
| Victoria      | 15–2      | Mike Kyle         | KO (golpes)                   | Strikeforce: Henderson vs. Babalu II       | 4 de diciembre de 2010   | 2     | 2:49   | San Luis, Misuri              | |
| Victoria      | 14–2      | Andrei Arlovski   | Decisión (unánime)            | Strikeforce: Heavy Artillery               | 15 de mayo de 2010       | 3     | 5:00   | San Luis, Misuri              | |
| Derrota       | 13–2      | Fabrício Werdum   | Decisión (unánime)            | Strikeforce: Fedor vs. Rogers              | 7 de noviembre de 2009   | 3     | 5:00   | Hoffman Estates, Illinois     | |
| Victoria      | 13–1      | Jim York          | Sumisión (arm-triangle choke) | Sengoku 10                                 | 23 de septiembre de 2009 | 1     | 3:51   | Saitama                       | |
| Victoria      | 12–1      | Yoshihiro Nakao   | TKO (lesión en la rodilla)    | Sengoku no Ran 2009                        | 4 de enero de 2009       | 1     | 1:42   | Saitama                       | |
| Victoria      | 11–1      | Justin Eilers     | TKO (rodillazos y golpes)     | EliteXC: Unfinished Business               | 26 de julio de 2008      | 2     | 0:19   | Stockton, California          | Ganó el Campeonato Peso Pesado de EliteXC; Positivo a la prueba de boldenona después de la pelea.                             |
| Victoria      | 10–1      | Ricco Rodríguez   | Decisión (dividida)           | EliteXC: Street Certified                  | 16 de febrero de 2008    | 3     | 5:00   | Miami, Florida                | |
| Victoria      | 9–1       | Jonathan Wiezorek | Sumisión (rear-naked choke)   | EliteXC: Renegade                          | 10 de noviembre de 2007  | 1     | 3:12   | Corpus Christi, Texas         | |
| Victoria      | 8–1       | Wesley Correira   | TKO (golpes)                  | EliteXC Destiny                            | 10 de febrero de 2007    | 1     | 3:49   | Southaven, Mississippi        | |
| Derrota       | 7–1       | Eric Pele         | TKO (golpes)                  | BodogFight: USA vs. Russia                 | 2 de diciembre de 2006   | 1     | 2:40   | Vancouver                     | |
| Victoria      | 7–0       | Georgy Kaysinov   | KO (golpe)                    | Hero's 7                                   | 9 de octubre de 2006     | 1     | 1:08   | Yokohama                      | |
| Victoria      | 6–0       | Tom Erikson       | TKO (golpes)                  | Hero's 5                                   | 3 de mayo de 2006        | 1     | 2:49   | Tokio                         | |
| Victoria      | 5–0       | Tadas Rimkevičius | KO (golpes)                   | CWFC: Strike Force 5                       | 25 de marzo de 2006      | 1     | 3:22   | Coventry                      | |
| Victoria      | 4–0       | Ruben Villareal   | TKO (golpes)                  | CWFC: Strike Force 4                       | 26 de noviembre de 2005  | 1     | 3:07   | Coventry                      | Ganó el Campeonato Súper Pesado de Cage Warriors.                                                                             |
| Victoria      | 3–0       | Rafael Carino     | TKO (parada del equipo)       | Cage Rage 12: The Real Deal                | 2 de julio de 2005       | 1     | 2:55   | Londres                       | Ganó el Campeonato Peso Pesado de Cage Rage.                                                                                  |
| Victoria      | 2–0       | Marcus Tchinda    | Sumisión (golpes)             | CWFC: Strike Force                         | 2 de mayo de 2005        | 1     | 3:03   | Coventry                      | |
| Victoria      | 1–0       | Tengiz Tedoradze  | TKO (golpes)                  | UKMMAC 10: Slugfest                        | 6 de marzo de 2005       | 1     | 0:48   | Essex                         | |